# نهر جون هوبكينز جلاسير
نهر جون هوبكينز جلاسير هو نهر جليدي طوله 12 ميلًا يقع في متنزه خليج غلاسير الوطني في ولاية ألاسكا الأمريكية. يبدأ على المنحدرات الشرقية لجبل ليتويا وجبل سالزبوري، ويتجه شرقًا حتى رأس مدخل جونز هوبكنز، على بعد ميل واحد إلى الجنوب الغربي من نهاية نهر كلارك الجليدي على جبل آبي ، وعلى بعد 79 ميلًا شمال غرب هووناه. تم تسميته على اسم جامعة جونز هوبكنز في بالتيمور بولاية ماريلند في عام 1893 من قبل هاري فيلدينغ ريد. وهو واحد من الأنهار الجليدية القليلة التي تتقدم في مياه المد والجزر في منطقة جبال فيرويذر. يقتصر الوصول إلى وجه النهر الجليدي على مدخل جونز هوبكنز.

## صور

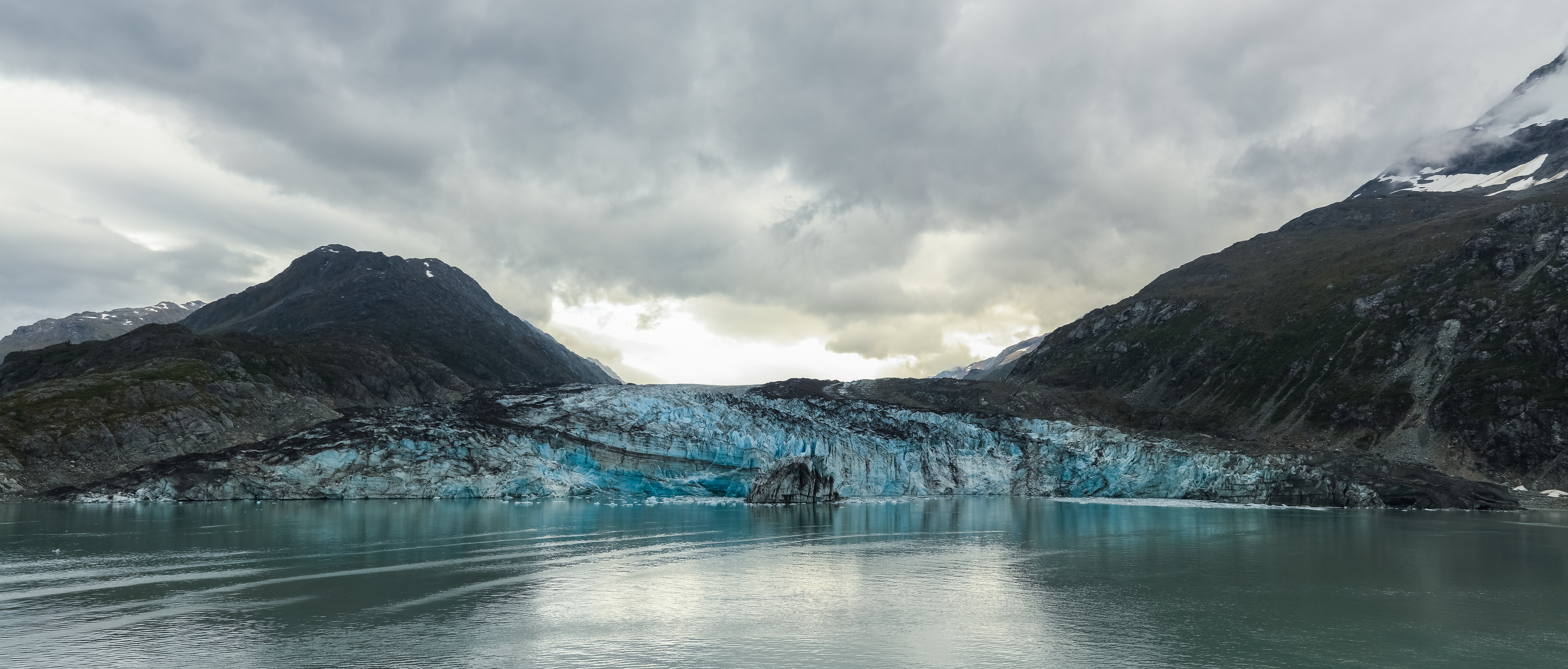
تقع نهاية نهر لامبلوج الجليدي بالقرب من نهر جونز هوبكنز الجليدي